# Égée (reine)
Pour les articles homonymes, voir Égée.
Égée (v. 1200 av. J.-C.) est une reine mythique libyenne connue en Grèce antique. La légende raconte qu'elle commandait une armée de guerrières Amazones qui voyagèrent de la Libye vers l'Asie Mineure afin de combattre à Troie.

## Art contemporain
En 1979, l'artiste féministe américaine Judy Chicago réalise une œuvre intitulée The Dinner Party (Le Dîner festif), aujourd'hui exposée au Brooklyn Museum, où elle inclut l'héroïne Égée parmi les 1 038 femmes qu'elle y représente. L'œuvre se présente sous la forme d'une table triangulaire de 39 convives (13 par côté), chaque convive étant une femme, figure historique ou mythique. Les noms des 999 autres femmes figurent sur le socle de l'œuvre. Le nom d'Égée figure sur le socle : elle y est associée aux Amazones, septième convive de l'aile I de la table.